# Округ Пушматаха (Оклахома)
Пушматаха (енгл. Pushmataha County) је округ у америчкој савезној држави Оклахома.

## Демографија
По попису из 2010. године број становника је 11.572, што је 95 (-0,8%) становника мање него 2000. године.
| Група             | 2000.         | 2010.         |
| Белци             | 8.997 (77,1%) | 8.550 (73,9%) |
| Афроамериканци    | 96 (0,8%)     | 77 (0,7%)     |
| Азијати           | 12 (0,1%)     | 25 (0,2%)     |
| Хиспаноамериканци | 191 (1,6%)    | 280 (2,4%)    |
| Укупно            | 11.667        | 11.572        |